# Roncal (Käse)

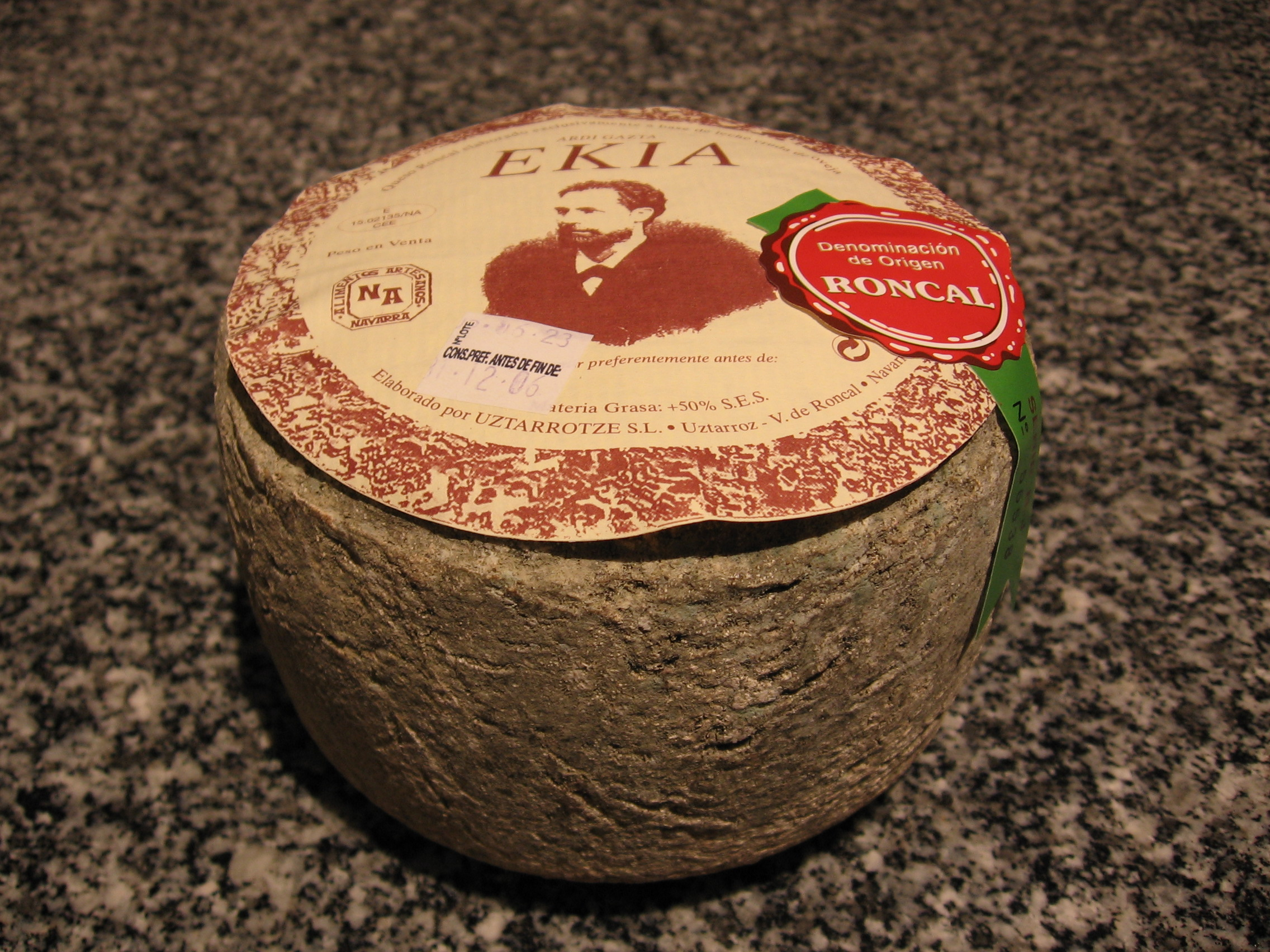
Roncal

Roncal ist ein spanischer Hartkäse aus Navarra mit geschützter Ursprungsbezeichnung (spanisch Denominación de Origen Protegida, kurz DOP; seit 1981). Er wird aus roher Schafsmilch der Schafrassen Latxa und in geringerem Maße Rasa Aragonesa im Roncal-Tal hergestellt.

## Herkunft
Roncal darf in den Gemeinden Burgui, Garde, Isaba, Roncal, Urzainqui, Ustárroz und Vidángoz in der nordspanischen, baskischen Provinz Navarra hergestellt werden.

## Herstellung
Zur Herstellung von einem Kilo Roncal-Käse werden etwa 5 Liter Milch von Rasa-Schafen und 6,5 Liter Milch von Lacha-Schafen verwendet. Das Melken erfolgte zweimal täglich mit einem Birkenholzgefäß (Kaiku). Die Milch wird durch ein Sieb oder eine Gaze gefiltert und anschließend bei 30–37 °C in etwa 45–60 min mit Lab geronnen. Die Dickete wird in etwa reiskorngroße Stücke geschnitten und mit der Hand geschlagen, um die Molke vom Bruch abzutrennen. Dieser wird dann gesalzen, in Stücke geschnitten und in Formen gepresst. Die Reifung bei 7–12 °C dauert mindestens 120 Tage.

## Eigenschaften
Roncal wird als zylindrischer Laib mit einem Gewicht von 1 bis 3 kg bei einer Höhe von 8 bis 12 cm und einem variablen Durchmesser produziert. Die Rinde ist hart, dick, rau im Griff, fettig und braun- bis strohfarben. Der Teig ist gelblich-weiß bis strohfarben, hart, mit Poren, aber ohne Löcher.  Er hat ein ausgeprägtes, charakteristisches Aroma, ist leicht pikant mit buttrigen und Röstaromen, sowie Noten von Stroh, Pilzen und getrockneten Früchten.
Der Fettgehalt in der Trockenmasse beträgt mindestens 50 %.